# 圣马丁广场 (利马)

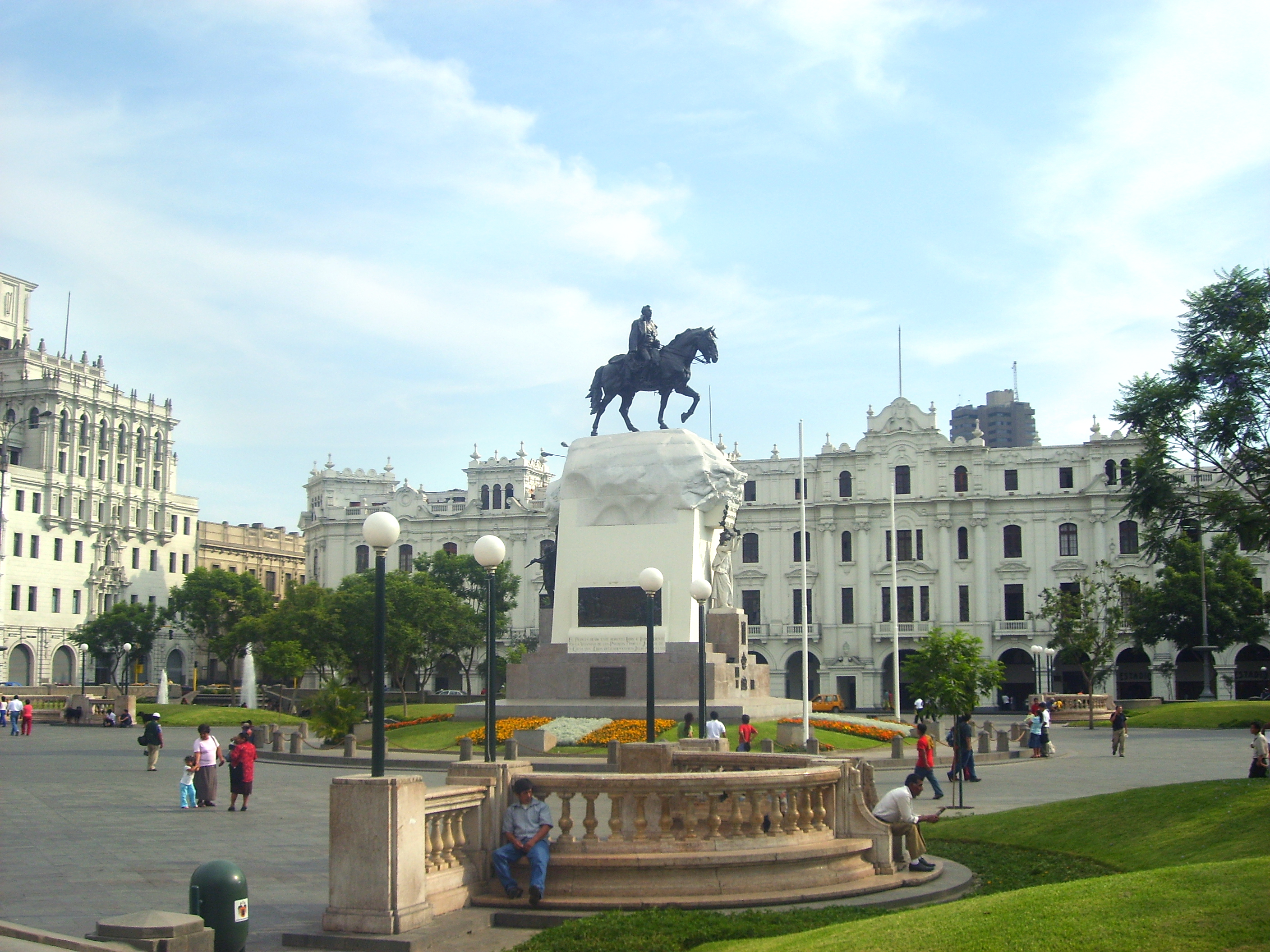
圣马丁广场

圣马丁广场（西班牙語：Plaza San Martín）是秘鲁首都利马最具代表性的公共空间之一。它位于科尔梅纳大道第九街区，位于1988年被联合国教科文组织宣布为世界遗产的利马历史中心内。它位于利马武器广场附近，通过吉隆德拉联盟步行街与之相连。广场中心有一座为了纪念秘鲁解放者何塞·德·圣马丁而建的纪念碑。

## 历史
圣马丁广场的位置曾是圣若望医院，于1850年拆除，其后建成的火车站，也在1911-1918年间拆除。圣马丁广场于1921年7月27日开幕，以庆祝秘鲁独立100周年。

## 建筑

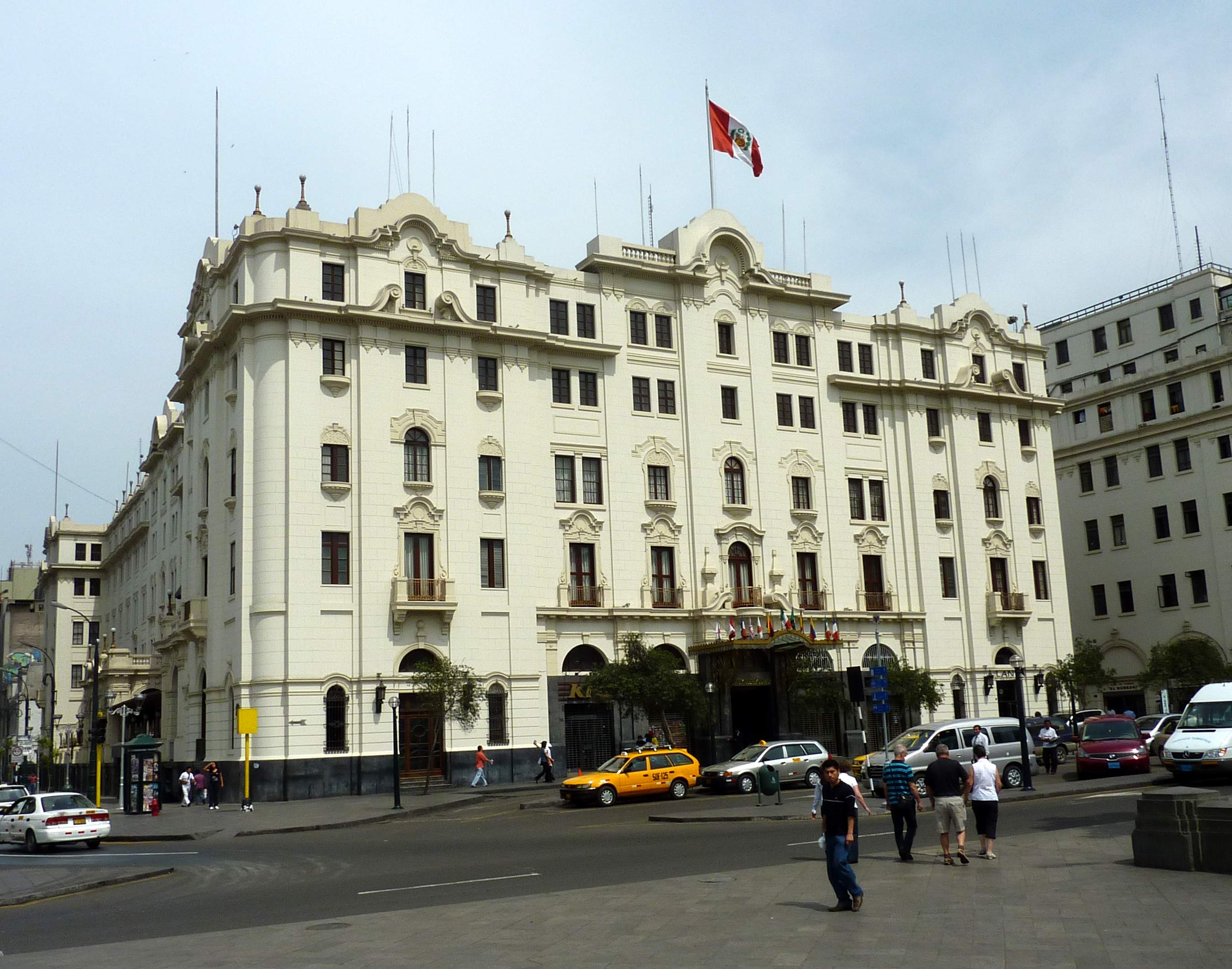
玻利瓦尔酒店

广场周围的建筑为逐步建成。哥伦布剧院建于1914年，早于广场完成。其他建筑物后来分三个阶段建成。玻利瓦尔酒店建于1924年。第三阶段的项目建于1935-1945年，均属于西班牙殖民复兴风格。因此，广场保持了风格的统一。